# Trimuricea reticulata
Trimuricea reticulata is een zachte koraalsoort uit de familie Plexauridae. De koraalsoort komt uit het geslacht Trimuricea. Trimuricea reticulata werd in 1926 voor het eerst wetenschappelijk beschreven door Gordon. 